# Luke Hemsworth
Luke Hemsworth (Melbourne, 5 de novembro de 1980) é um ator australiano. Fez o papel de Nathan Tyson na novela Neighbours. Atualmente está na série Westworld da HBO como Ashley Stubbs, o chefe da segurança do parque.
Luke Hemsworth nasceu e cresceu em Melbourne, juntamente com seus irmãos mais novos Chris, mais conhecido por interpretar Thor nos cinemas, e Liam. Ele e sua família mais tarde mudaram-se para Phillip Island, ao sul de Melbourne.
Outras obras de Luke na televisão incluem papéis em Heelers Azul, Last Man Standing, All Saints e The Saddle Club.
Ele é pai de quatro filhos: Holly, Harper, Ella e Alexandre.